# Tennis Club de Mégrine
Le Tennis Club de Mégrine (TCMG) est un club de tennis tunisien situé à Mégrine. 

## Historique
Le club est créé en 1932 avec deux courts. Sa particularité réside dans sa disposition : il s'agit en effet de l'unique club en terrasse de Tunisie.
Rapidement, le club s'agrandit, notamment par la création d'un troisième court en 1935.

## Équipements
Le club dispose actuellement de six courts de tennis, dont cinq en dur et un en terre battue.
Il est également équipé d'une salle de musculation et de fitness ainsi que d'un club-house.

## Tournois
Le Tennis Club de Mégrine accueille plusieurs compétitions nationales et internationales.